# Байвабик (город, Миннесота)
Байвабик (англ. Biwabik) — город в округе Сент-Луис, штат Миннесота, США. Население города на 2010 год — 969 человек.
Согласно данным Бюро переписи населения США, город имеет общую площадь 26.29 км², из них 23.23 км² — земля, и 3,06 км² — вода.
Через город проходит хайвей штата MN 135 и окружное шоссе.
- Телефонный код города — 218
- FIPS-код города — 27-06148[1]
- GNIS-идентификатор — 0660819[2]

## Демография
По данным переписи 2010 года население города Байвабик составляло 969 человека, 469 домашних хозяйств и 250 семей. Плотность населения 41,7 чел. на км², плотность размещения жилья (насчитывается 543 постройки) — 23,4 на км². Расовый состав: белые — 97,8 %, афроамериканцы — 0,1 %, коренные американцы — 0,7 % и представители двух и более рас — 0,7 %.
Из 469 домашних хозяйств 38,2 % представляли собой совместно проживающие супружеские пары (22,4 % с детьми младше 18 лет), в 10,7 % семей женщины проживали без мужей, в 4,5 % семей мужчины проживали без жён, 46,7 % не имели семьи. В среднем домашнее хозяйство ведут 2,03 человек, а средний размер семьи — 2,72 человека.
Население города по возрастному диапазону по данным переписи 2010 года распределилось следующим образом: 20 % — жители младше 18 лет, 6,2 % — между 18 и 24 годами, 20,5 % — от 25 до 44 лет, 31,2 % — от 45 до 64 лет, 22,1 % — в возрасте 65 лет и старше. Средний возраст населения — 46,8 лет. От общего числа жителей было 49,3 % мужчин и 50,7 % женщин.
По состоянию на 2000 год медианный доход на одно домашнее хозяйство в городе составлял $28359, доход на семью — $37386. У мужчин средний доход — $41250, а у женщин — $21136. Средний доход на душу населения — $16182. 11,7 % семей или 17 % населения находились ниже порога бедности, в том числе 29,9 % молодёжи младше 18 лет и 11,1 % взрослых в возрасте старше 65 лет.